# Maria Sibylla Merian
Maria Sibylla Merian (Fráncfort, 2 de abril de 1647-Ámsterdam, 13 de enero de 1717) fue una científica precursora de la entomología, naturalista, exploradora, ilustradora científica y pintora alemana, de padres suizos.
Aunque ignorada durante mucho tiempo, es considerada actualmente como una de las más importantes iniciadoras de la entomología moderna, gracias a sus detalladas observaciones y descripciones, con ilustraciones propias, de la metamorfosis de las mariposas. Actualmente la especie Catasticta sibyllae, lepidóptera de Panamá recientemente descrita, lleva su nombre en honor a los aportes de Maria Sibylla Merian para la entomología neotropical.
Perteneció a una familia destacada. Se casó con el pintor suizo Johann Andreas Graff y fueron hijas suyas las también conocidas pintoras de láminas botánicas Johanna Helena Herolt y Dorothea Maria Graff.
Algunos autores la consideran la pionera de la emancipación de la mujer.

## Biografía

### Alemania
María Sibylla Merian era hija de Matthäus Merian el Viejo, grabador en talla dulce y editor que se hizo relativamente famoso gracias a las ediciones de Teatro Europeo (Theatrum Europaeum) y Topografías (Topographien). Murió cuando Maria Sibylla tenía tres años. Su madre, Johanna Sibylla Heim, era la segunda esposa de Matthäus Merian. Más tarde, su padrastro, Jacob Marrel, famoso por sus cuadros de flores, le enseñó a pintar, dibujar y grabar. A los trece años ya pintaba sus primeras imágenes de insectos y de plantas a partir de modelos que capturaba ella misma.

En mi juventud me dediqué a buscar insectos. Empecé con los gusanos de seda de mi ciudad natal de Fráncfort. Después me di cuenta de que, a partir de otras orugas, se desarrollaban muchas de las bellas mariposas diurnas, como lo hacen los gusanos de seda. Esto me llevó a recoger todas las orugas que podía encontrar para observar su transformación.
Maria-Sibylla Merian, en Metamorfosis de los insectos del Surinam

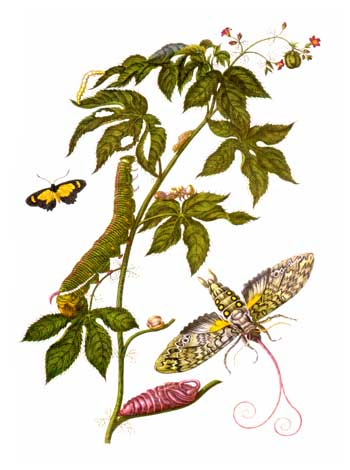
Ilustración de la obra Metamorfosis de los insectos del Surinam, realizada por Maria Sibylla Merian.

A los 18 años, en 1665, Maria Sibylla se casó con un pintor especializado en arquitectura, Johann Andreas Graff. Dos años más tarde tuvo su primera hija, Johanna Helena, y la familia se mudó a Núremberg. La creencia de la época aseguraba que los insectos eran el resultado de la «generación espontánea en el lodo en putrefacción». Esta opinión se remontaba a Aristóteles y había llevado a la Iglesia a designar a estos animales como «bestias del Diablo». A pesar de esta creencia, Maria se preguntaba cómo podían surgir las más bellas mariposas de las orugas. Estudió la metamorfosis, los detalles de la crisálida y las plantas de las que se alimentan las orugas. Ilustró así todos los estadios del desarrollo en su libreta de bocetos.
Esta libreta de bocetos es la trama de su primer libro, publicado cuando tenía 28 años, en 1675, con el nombre de Nuevo libro de flores. En esta obra solo se incluyen imágenes de flores, reproducidas de forma muy ingeniosa y detallada. Los dos últimos volúmenes del libro salieron a luz en 1677. En 1678 nació su segunda hija, Dorothea Maria, y un año más tarde publicó su libro La oruga, maravillosa transformación y extraña alimentación floral que es su segunda gran obra. En este libro presenta los distintos estadios de desarrollo de las diversas especies de mariposas sobre las plantas de las que se alimentan.

### Holanda
En 1685 Maria Merian se separó de su marido y se mudó al castillo de Waltha (Holanda) durante cinco años con su cuñado, sus dos hijas y su madre para vivir en una secta pietista labadista. El castillo pertenecía a Cornelis van Sommelsdijk, gobernador de Surinam, lo que le permitió estudiar desde Holanda la fauna y flora tropical sudamericana gracias a los ejemplares que recibía desde allí. Luego se instaló en Ámsterdam. Allí se puso en contacto con otros naturalistas y con varios propietarios particulares de orangeries y pajareras.

### Surinam
En 1699, con 52 años, viajó con su hija más joven a Surinam.Entusiasmada por las colecciones de sus amigos escribió:

En Holanda, constaté, sin embargo, con asombro que se hacían traer cantidad de bellos animales de las Indias orientales y occidentales, y que se me concedía el honor de poder consultar de forma particular la cara colección del bien nacido doctor Nicolaas Witsen, alcalde de la ciudad y director de la sociedad de las Indias orientales, así como la del noble don Jonás Witsen, secretario de esta misma ciudad. Además, veía las colecciones de don Fredericus Ruysch, doctor en medicina y profesor de anatomía y botánica, de don Livinus Vincent y de otras personas. En esas colecciones, encontré este como otros innumerables insectos, pero en fin, si allá su origen y reproducción son desconocidos, hay que preguntarse cómo se van a transformar a partir de orugas en crisálidas y así seguidamente. Todo ello me llevó a emprender un gran viaje, soñado desde hace tiempo, a Surinam.
Maria-Sibylla Merian, en el prólogo del libro Metamorfosis de los insectos del Surinam

Aunque amigos y conocidos de Maria le desaconsejaron hacer ese viaje a Surinam, ella no abandonó su proyecto. Para su viaje, Maria obtuvo una beca de la ciudad de Ámsterdam. Desde Paramaribo, la capital del país, las dos mujeres hicieron numerosas excursiones al interior de Surinam. Maria describió todo lo que fue descubriendo sobre la metamorfosis de los insectos tropicales de Surinam y realizó un gran número de dibujos y acuarelas.En 1701 se contagió de malaria y debió interrumpir su estancia y volver a Ámsterdam.

### Regreso a Holanda
Los dibujos y bocetos le sirvieron de base para llevar a cabo un trabajo de importancia sobre la fauna y la flora de Surinam. Con la ayuda de varios conciudadanos, el editor publicó, después de tres años de trabajo intensivo, la obra más importante de Maria Sibylla Merian: Metamorfosis de los insectos del Surinam, publicada en Ámsterdam en 1705.
Escribió sobre este libro:

Para la realización de este trabajo no fui codiciosa, pero me consideré satisfecha en cuanto recuperé lo que había desembolsado. No he reparado en gastos para la ejecución de esta obra. Hice grabar las placas por un maestro famoso y aporté el mejor papel para satisfacer no solo a los aficionados al arte, sino también a los aficionados a los insectos, y siento mucha alegría cuando oigo decir que alcancé mi meta y que doy felicidad al mismo tiempo.
Maria-Sibylla Merian, en el prólogo del libro Metamorfosis de los insectos del Surinam

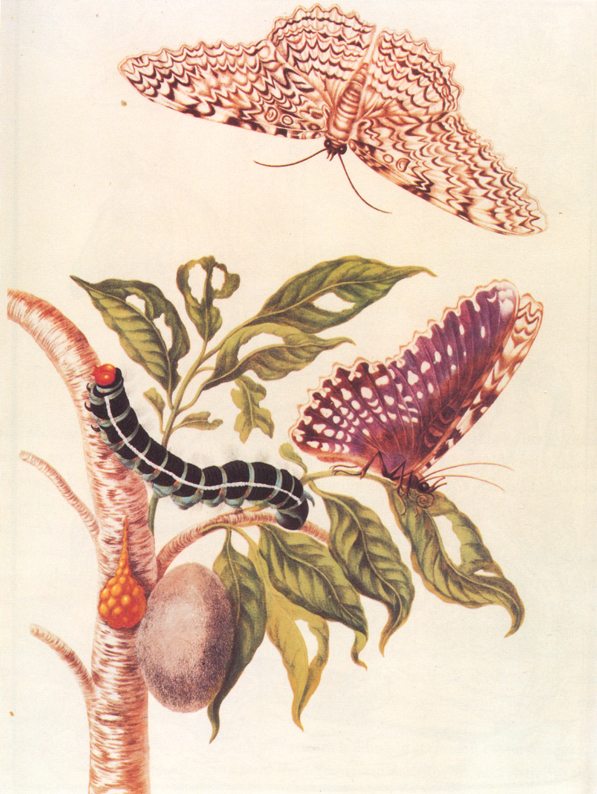
Metamorfosis de una mariposa (1705), ilustración realizada por Maria-Sibylla Merian.

La obra original es un grabado sobre cobre con el estilo rococó. En él no se representan las distintas etapas de la metamorfosis como una sucesión de figuras apartadas de su entorno, sino que las representa junto a plantas con las que los insectos están relacionadas. Estas plantas están representadas en su etapa de florecimiento. Su libro era para la época bastante caro y había pocos compradores, por lo que Maria Sibylla Merian no podía vivir solo gracias a su pintura. De hecho no pudo publicar un libro sobre la fauna de Surinam por la falta de interés de los posibles compradores. Se dedicó a dar cursos de dibujo y a la venta de utensilios de pintura y preparaciones a base de plantas y animales de todo tipo de especies. Así mismo, trabajó asiduamente para la colección de álbumes de láminas de naturaleza encargados por Agnes Block. 
Algunas partes del libro expresan ideas emancipadoras que reflejan su creencia pietista. En él critica las condiciones de vida a las que se tiene sometidos a los esclavos.
Merian, que contaba con una gran reputación de naturalista y artista, murió en 1717 a los 69 años en Ámsterdam. Hacía dos años que debía desplazarse en silla de ruedas tras haber sufrido un ataque de apoplejía.

## Trabajos
El trabajo de Merian es considerable. En su época era realmente raro que alguien se interesara por los insectos. La metamorfosis de los animales era casi desconocida. El hecho que ella publicara La oruga, maravillosa transformación y extraña alimentación floral en alemán, la hizo popular en la alta sociedad. Por esa misma razón, era rehuida por los científicos de su tiempo, ya que la lengua oficial para la ciencia era el latín.
Paralelamente a la metamorfosis, Maria Sibylla Merian describió también muchos otros detalles de la evolución y vida de los insectos. Mostró, por ejemplo, que cada oruga depende de un pequeño número de plantas para su alimentación y que, por lo tanto, los huevos eran puestos cerca de esas plantas. Este trabajo hizo de ella una de las primeras naturalistas que observaba realmente los insectos, lo que le permitió descubrir muchos aspectos sobre su desarrollo.

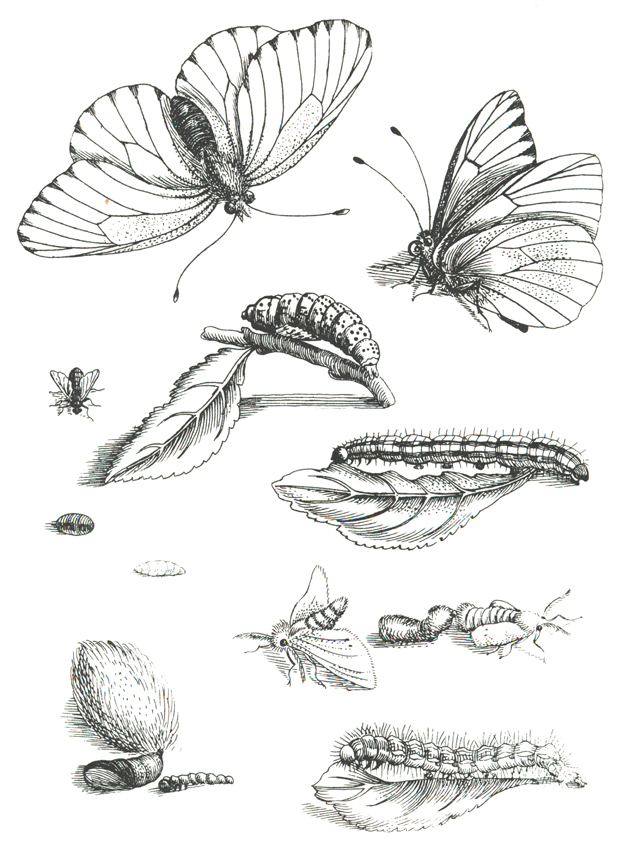
Plancha extraída de Erucarum ortus, de Maria-Sibylla Merian.

Continuar su investigación en Surinam fue su mayor originalidad. En general, sus contemporáneos viajaban a las colonias para encontrar ejemplares, hacer colecciones y trabajar sobre estas o para instalarse. Los viajes científicos eran casi desconocidos para la época, por lo que el proyecto de Maria era tomado como una excentricidad.
Consiguió, sin embargo, descubrir en las tierras de Surinam toda una serie de animales y plantas completamente nuevos, con su clasificación, que representaba con todo lujo de detalles. Su clasificación de las mariposas nocturnas y diurnas (que llamaba mariposas-capillas y mariposas-lechuzas) es válida todavía hoy. Utilizó para las plantas los nombres de los indios que importó a Europa:

He creado la primera clasificación de todos los insectos con crisálida, las capillas que vuelan de día y las lechuzas, que vuelan de noche. La segunda clasificación es para los gusanos, orugas, moscas y abejas. Conservé los nombres de plantas, ya que eran utilizados en América por los habitantes y los indios.
Maria-Sibylla Merian, en el prólogo del libro Metamorfosis de los insectos del Surinam

Los dibujos de plantas, serpientes, arañas, iguanas y coleópteros tropicales realizados por su mano, son considerados incluso hoy en día como obras de arte y coleccionados por aficionados de todo el mundo. La palabra alemana Vogelspinne (migale), literalmente araña-pájaro, deriva probablemente de uno de sus grabados ―inspirado en uno de los bocetos de Surinam― que representa una enorme araña capturando a un pájaro.

## Obras
- Nuevo libro de flores [Neues Blumenbuch], volumen 1, 1675.[12]
- Nuevo libro de flores, volumen 2, 1677.[12]
- Nuevo libro de flores, volumen 3, 1677.[12]
- La oruga, maravillosa transformación y extraña alimentación floral [Der Raupen wunderbare Verwandlung und sonderbare Blumennahrung], 1679.[13]
- Metamorfosis de los insectos del Surinam [Metamorphosis insectorum Surinamensium], 1705.[14]

## Reconocimientos
- El epíteto específico del lagarto overo (Salvator merianae) fue puesto en su honor.[15]
- En los últimos años del siglo XX, el trabajo de Maria fue redescubierto, restaurado y varias veces honrado.
- Su retrato figura en el billete de 500 marcos alemanes
- También aparece en un sello de 0.40 marcos de 1987 de la serie Mujeres en la historia alemana (Frauen der deutschen Geschichte), una serie de estampillas definitivas emitidas en Alemania Occidental y Berlín Occidental entre los años 1986 y 1990, y desde 1990 en la Alemania reunificada.
- Varias escuelas llevan su nombre
- En enero de 2005 la ciudad de Warnemünde botó un barco con su nombre perteneciente al Instituto de Investigación en el mar Báltico.

## Bibliografía

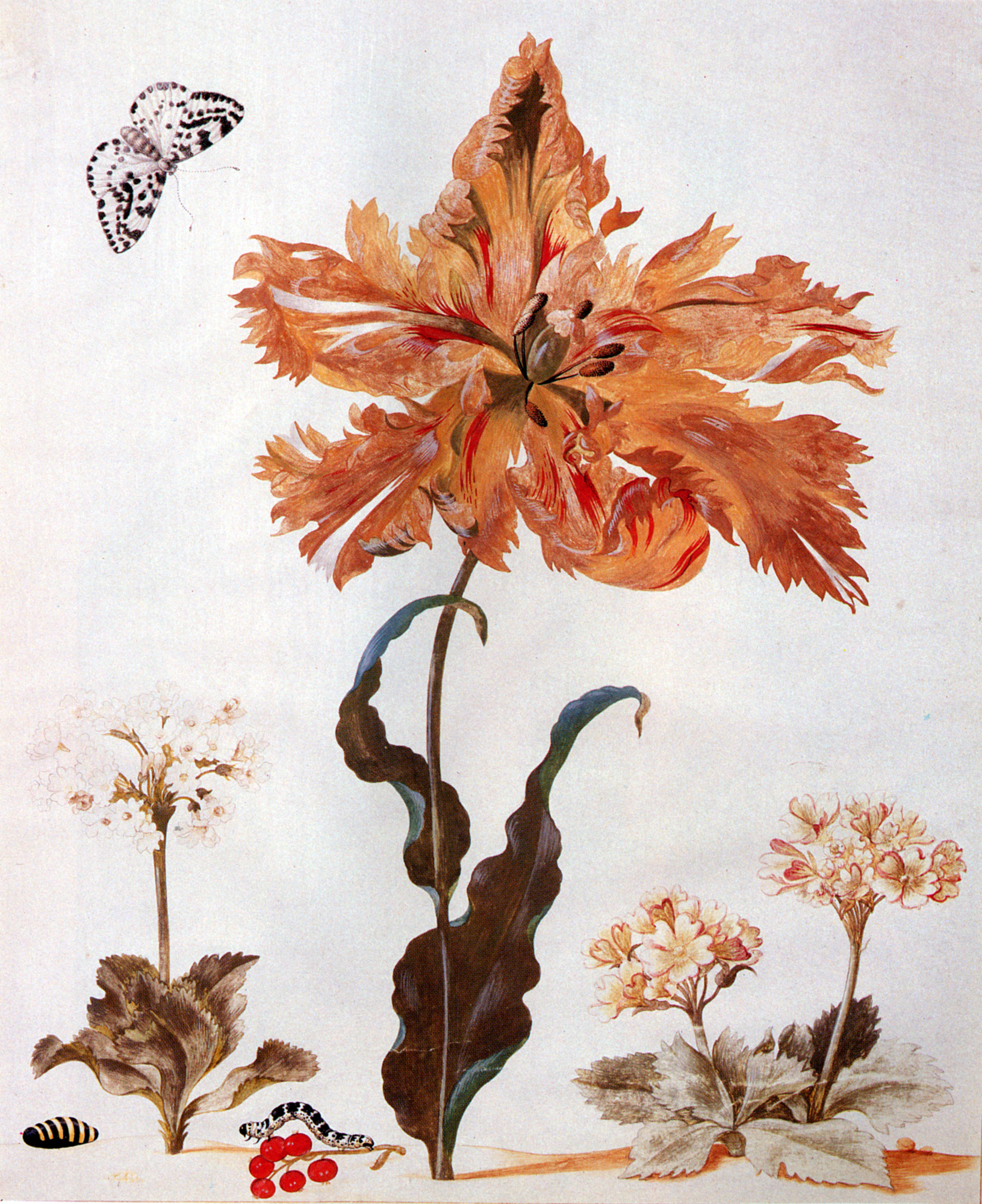
Otra plancha de su autoría